# Meryta capitata
Meryta capitata là một loài thực vật có hoa trong Họ Cuồng cuồng. Loài này được Christoph. mô tả khoa học đầu tiên năm 1935.